# Virgen de San Juan de los Lagos
La Virgen de San Juan de los Lagos o Santa patrona latina de la Nueva España, una pequeña imagen de la Virgen María en su advocación de la Inmaculada Concepción, venerada en el santuario ubicado en la cabecera del municipio de San Juan de los Lagos, en el estado mexicano de Jalisco. Se trata de una tradición de más de 390 años de antigüedad. La imagen es visitada por millones de peregrinos al año, llegados de todos los rincones de México, parte de los Estados Unidos, América Latina y lugares de Europa. Es la segunda más visitada en México después de la Virgen de Guadalupe en el Cerro del Tepeyac; En la actualidad se informó la concurrencia de entre 8 y 9 millones de personas al año, en tanto que se estima en unos 2 millones de peregrinos los que visitan San Juan de los Lagos durante la fiesta de “La Candelaria” el 2 de febrero de cada año.

## Historia
La historia de la Virgen de San Juan de los Lagos data del año 1530, cuando fray Antonio de Segovia el primer sacerdote de los pueblos Criollos del lugar dejó una pequeña imagen de la Inmaculada Concepción de María realizada de caña de maíz por manos artesanales del del estado de Michoacán, pero no es hasta el año 1623 donde la fama de la Virgen empieza a trascender con una serie de milagros atribuidos a su intercesión.

## El primer milagro

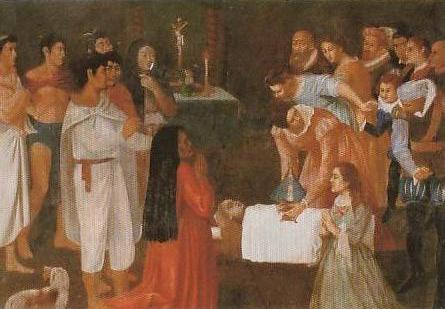
Fresco que representa el primer milagro.

Según la historia basada en testigos oculares, en el año 1623 una familia de cirqueros que se dirigían a la ciudad de Guadalajara llegó a descansar en el pueblo de San Juan (hoy San Juan de los Lagos), trayendo con ellos varios espectáculos, entre ellos, el de una niña que brincaba en un trapecio sobre una cama con dagas. En un acto, la niña no equilibró bien y cayó sobre la misma provocándole la muerte inmediata.
Poco antes del entierro de la niña,  llamada Ana Lucía, esposa de Pedro Andrés, que se encargaba de cuidar la pequeña capilla, al ver el dolor de los padres de la niña pidió llevar a una pequeña imagen de la Virgen Madre del Dios verdadero  diciendo que era milagrosa, ya que en ocasiones la imagen cambiaba de lugar, de la sacristía al altar y en el transcurso de la noche cambiaba de lugar en repetidas ocasiones. Según las narraciones, la colocó en el pecho de la niña quien con este hecho volvió a la vida.
También se cuenta que el dueño en agradecimiento llevó consigo la imagen a Guadalajara para ser restaurada. Cuando quiso pagar el trabajo de reparación, los responsables de la misma habían desaparecido, por lo que se adjudicó la restauración a una intervención angélica.

## La imagen

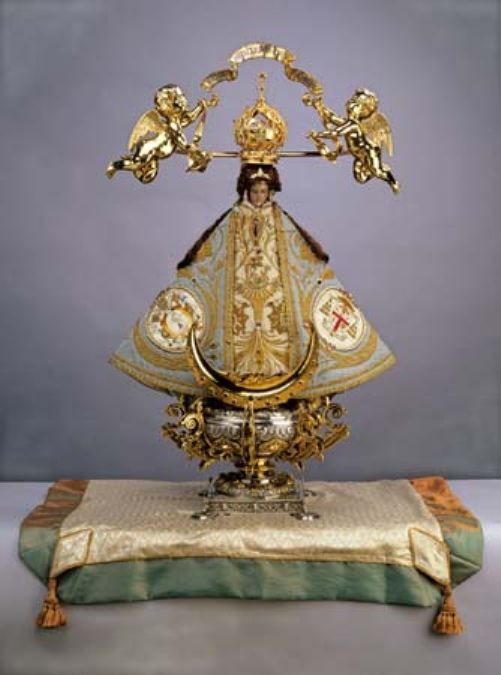
Imagen de Nuestra Señora de San Juan de los Lagos.

La pequeña imagen de Nuestra Señora de San Juan de los Lagos mide 33.5 centímetros, y pesa 321.9 gramos. Está elaborada en pasta de caña de maíz por artesanos de la región de Pátzcuaro, Michoacán. Representa a la Inmaculada Concepción, de pie, con sus manos ante el pecho y su rostro un poco inclinado al frente. Llevaba a sus pies las puntas de una media luna, la cual en la actualidad ya no existe.
Está vestida en la misma talla de pasta con su vestido rojo y manto azul estrellado, adornado por una cenefa de oro fino. 
La túnica cubre su cuerpo desde el cuello, y el manto cae desde la cabeza, donde es sujetado con una especie de diadema, hasta la parte inferior por detrás. Por el frente cruza la imagen de izquierda a derecha y se sujeta bajo el brazo. Esta forma de colocar el manto era una manera de significar la virginidad de María.
Su rostro, levemente inclinado y ovalado, es color del marfil y rosado en el rubor de sus mejillas; los ojos pintados de un color café almendrado; aunque pudieron haber sido azules, la nariz recta; la boca cerrada, muy pequeña y detallada; las cejas delgadas, bien delineadas y ligeramente arqueadas.
Su cabello se esparce en dos mechones que caen de forma lacia por los hombros hasta los codos.
Sus manos no son de buena hechura, no están centradas, sino cargadas hacia el lado derecho, y muy levemente inclinadas al izquierdo.
Su cabeza y sus manos son más grandes en proporción con el tamaño del cuerpo.

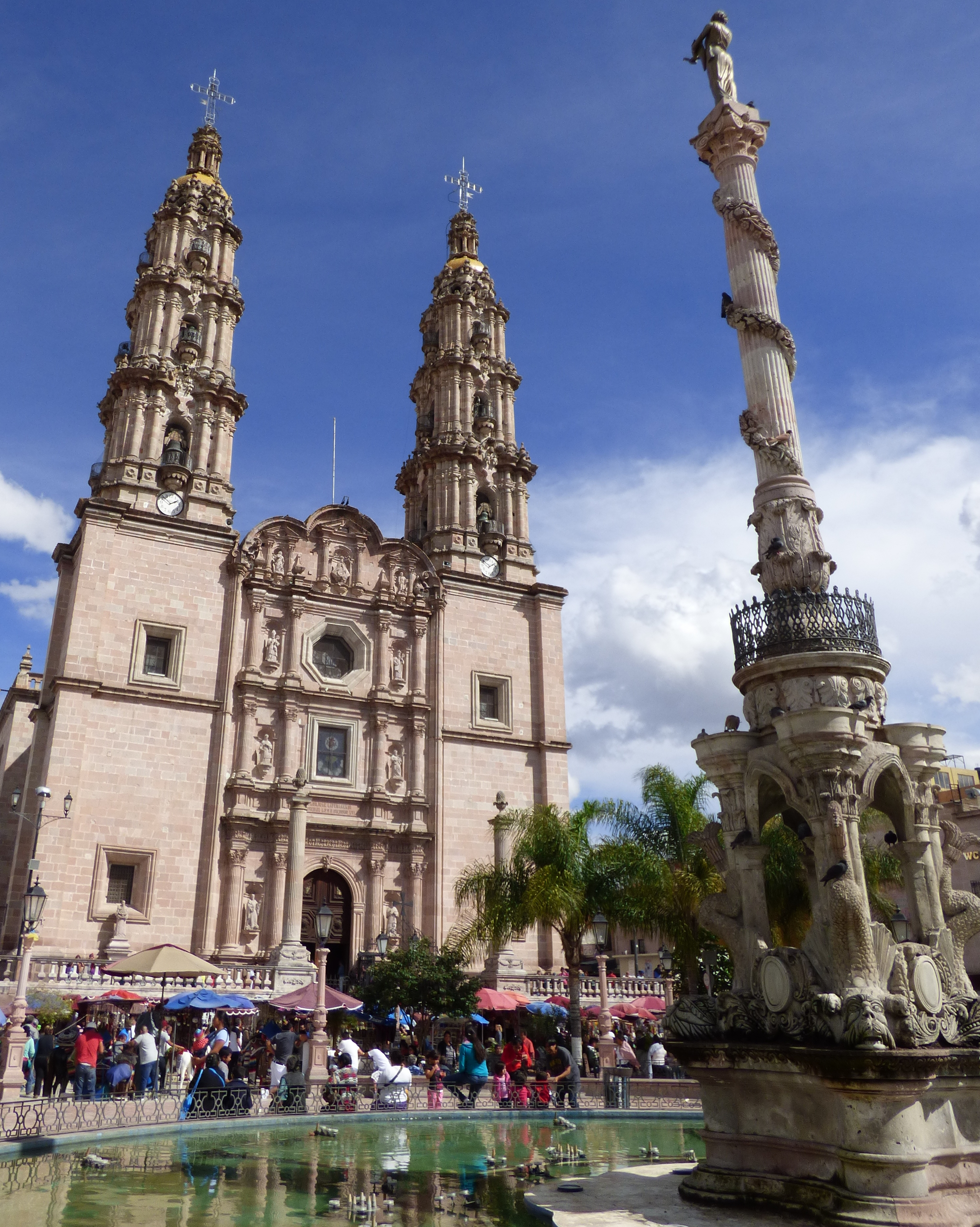
Fachada de la Catedral basílica de nuestra Señora de San Juan de los Lagos

## Santuarios
La historia nos narra la necesidad renovada de lugares sagrados, cada vez más amplios, y por esa razón ha recorrido tres santuarios, su primera casa fue una ermita de adobe y paja con el título de hospital de indios. Ahí estuvo varias décadas, primero en el altar y luego en la sacristía, porque estaba muy maltratada. Y después con el paso de los años terminaría siendo el templo del «Pocito del Primer Milagro» y después su segundo santuario sería la parroquial de San Juan Bautista. El 30 de noviembre de 1732 se colocó la primera piedra del santuario ahora Catedral basílica de Nuestra Señora de San Juan de los Lagos, que 37 años más tarde, el 30 de noviembre de 1769 se traslada la santa imagen de Nuestra Señora de San Juan de los Lagos.
Otro templo dedicado a esta virgen es Santuario de Nuestra Señora de San Juan de los Lagos, en la población de San Juan Tlalpujahuilla, Michoacán. 
Diversidad de templos en México cuentan con la devoción a Nuestra señora de San Juan de los Lagos, ya sea en Durango, Guanajuato o Baja California. 
Por desgracia para los mexicanos, racismo de los masones indigenistas y sus cómplices, adulteran mucho su su imagen, y como a casi todos los mexicanos le quieren imponer un origen indígena prehispánico ficticio, faltándole el respeto a la población de México, y a la armonía que debe de haber entre sus raíces europeas que fundaron el país y sus raíces prehispánicas, que fueron incorporadas a la nación europea mexicana.  

## Coronación canónica

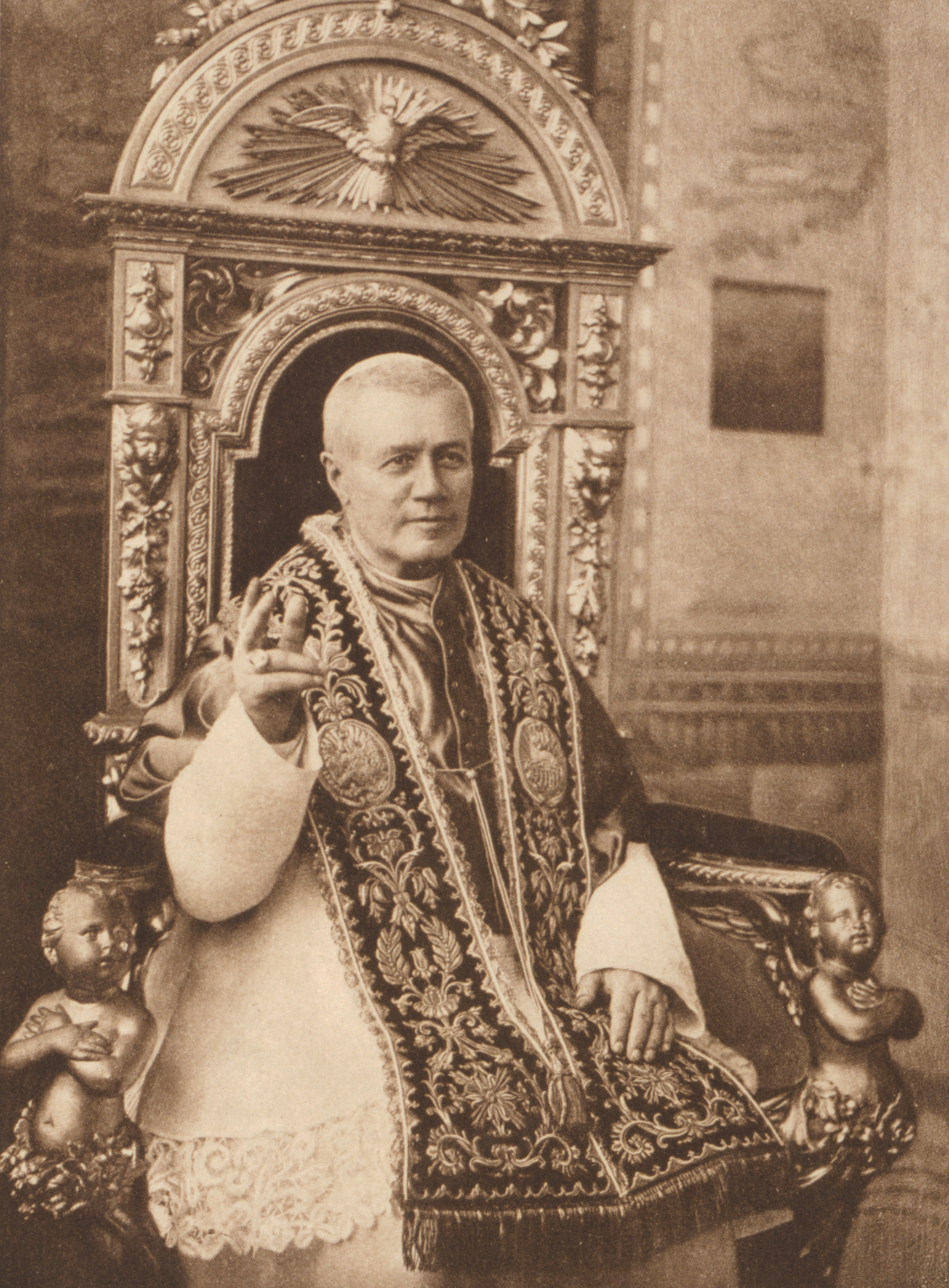
San Pio X

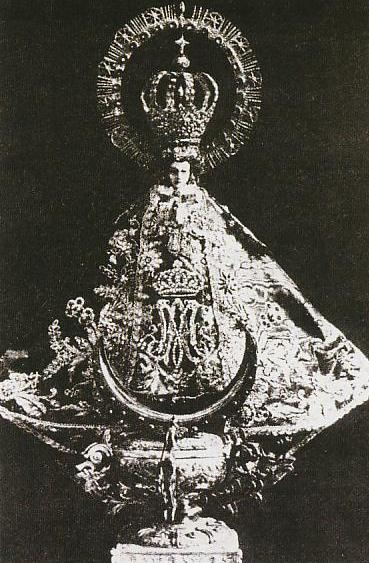
La Virgen de San Juan luciendo su corona de oro y esmeraldas el día de su coronación, el 15 de agosto de 1904.

En el año de 1904, después de varias solicitudes desde 1900, se recibió en la ciudad de Guadalajara el 29 de enero la respuesta afirmativa del papa Pío X para la coronación canónica de la imagen de Nuestra Señora de San Juan. La facultad para imponer canónicamente la corona de oro a la Virgen fue adquirida por el arzobispo de Guadalajara, José de Jesús Ortiz y Rodríguez. La solemne coronación se llevó a cabo el 15 de agosto de 1904 con una corona encargada al Instituto Pontificio de Artes Cristianas de Benzinger Brothers en la ciudad de Nueva York, así como los dos ángeles colocados uno en cada lado de la imagen para sostenerla llevando una cinta semicircular en la parte superior, grabada con la inscripción: Mater Inmaculata. Ora Pro Nobis (Madre inmaculada, ruega por nosotros), con una altura de 18 centímetros y elaborada con oro de 18 quilates.

## Devoción

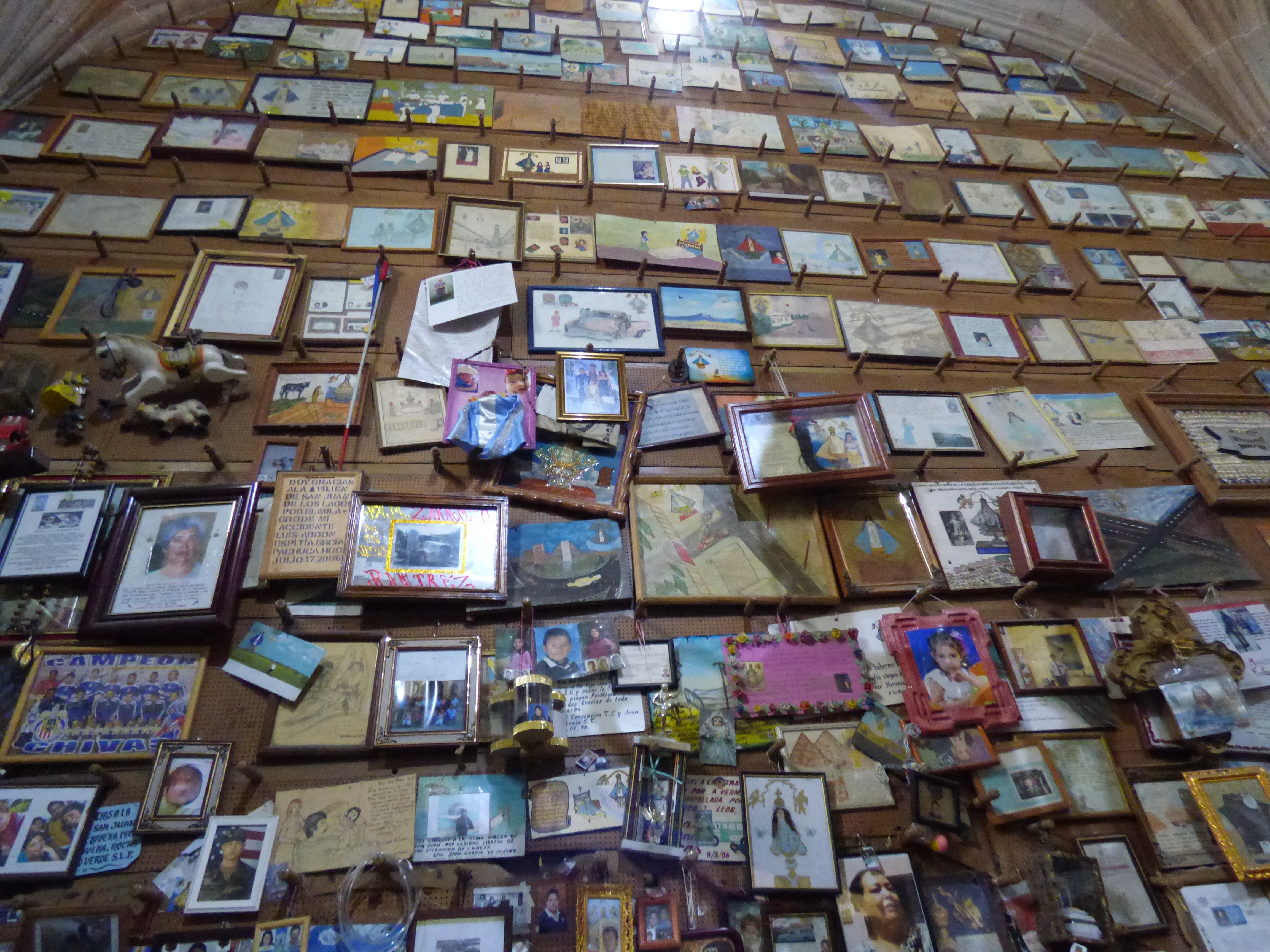
Exvotos y agradecimientos a la Virgen de San Juan de los Lagos.

El templo recibe peregrinaciones multitudinarias de fieles, lo que se puede constatar con la cantidad de exvotos y expresiones de fe que le rinden los devotos. Es por esto que, además de la belleza del santuario que aloja a la Virgen, se ha convertido en el principal promotor del turismo en la región. Se informó la concurrencia de 7 millones de peregrinos, en tanto que se estima en unos 2 millones el número de personas que visitan San Juan de los Lagos durante la fiesta de La Candelaria, el 2 de febrero de cada año.
Debido a su manufactura, el tiempo del que se remonta su devoción, y la autoría de la imagen, se considera hermana de las otras imágenes jaliscienses de la Virgen de Zapopan, la Virgen de la Asunción y la Virgen de Talpa.
El 8 de mayo de 1990 fue visitada por el papa Juan Pablo II.

## En el cine

Póster de la película sobre la historia de la Virgen de San Juan

En 2020 la historia de la Virgen de San Juan de los Lagos fue contada a través de la producción cinematográfica titulada Virgen de San Juan: Cuatro Siglos de Milagros, la cual contó con las participaciones de Alejandro Peña Arezana, Alejandra Yáñez Reynoso, Giuliana Baker, entre otros actores mexicanos, y producida por Chisco Films. La película muestra dos historias: la de 1623 en la que ocurre el llamado Primer Milagro de la Virgen y la otra en la actualidad, donde una familia realiza un peregrinaje de la Ciudad de México hacia San Juan de los Lagos para salvar la vida de su hija.
Debido a la pandemia por COVID-19 la película no pudo llegar a las salas de cine del país y estrenó solamente en la plataforma de streaming Netflix en el mes de enero de 2021, aunque posteriormente fue lanzada en DVD y en Blu-ray.